# Kit Pedler
Kit Pedler est un scénariste britannique, un écrivain de science-fiction, scientifique et vulgarisateur scientifique né le 11 juin 1927 à Hampstead, Londres et mort le 27 mai 1981 à Doddington (Kent). 
Il est principalement connu dans les années 1960 à 1970 pour ses scénarios pour des séries télés de science-fiction et son engagement écologique.

## Carrière
Scientifique de formation, Kit Pedler fut à la tête du département responsable des microscopes électroniques à l'institut d'Ophtalmologie de l'Université de Londres où il publia un grand nombre d'articles. Il mit un pied dans le monde la télévision en participant au programme de vulgarisation scientifique de la BBC, « Tomorrow's World ».
Au milieu des années 1960, Pedler fut engagé par le producteur Innes Lloyd pour devenir le conseiller scientifique de la série Doctor Who et permettre d'insérer plus de science pure dans les histoires de la série. Pedler n'étant pas écrivain de formation, il s'associa avec le script éditor de l'époque, Gerry Davis afin d'écrire des scénarios. Avec lui, il crée de nouveaux monstres récurrent dans la série, les Cybermen en s'interrogeant sur ce que pourrait devenir une humanité dont le corps a été entièrement remplacé. Particulièrement intéressé aussi par les ordinateurs, il écrit dans l'épisode « The War Machines » l'histoire d'un super-ordinateur reliant toutes les machines entre elles.
Pedler coécrit trois scripts pour "Doctor Who" « The Tenth Planet », « The Moonbase » et « The Tomb of the Cybermen » et est à l'origine de trois autres scénarios  « The War Machines », « The Wheel in Space » et « The Invasion ». 5 de ces 6 scénarios mettent en scène les Cybermen et en tant que cocréateur de ces personnages, sa famille possède toujours les droits concernant ces personnages.
Kit Pedler et Gerry Davis continuent néanmoins leur collaboration. En 1970, ils sont à l'origine de la série Doomwatch qui dure trois saisons sur la BBC et a droit à un remake en 1999 sur la chaine Channel 5. Doomwatch raconte les aventures d'un département gouvernemental qui affronte les désastres environnementaux et technologiques. Ils réutilisent d'ailleurs l'idée de leur épisode pilote "The Plastic Ears" dans un livre de 1971 : Mutant 59: The Plastic Eaters. Ensemble, ils écrivent deux nouveaux romans.
Pedler écrit aussi des livres scientifiques, comme The Quest for Gaia qui donne des conseils pratiques pour créer un mode de vie écologique durable en s'inspirant de l'hypothèse Gaïa de James Lovelock.
Il succombe en 1981 à une crise cardiaque dans sa maison de Doddington, dans le Kent, alors qu'il commence la production de Mind over Matters, une série sur le paranormal qu'il préparait pour la chaîne de télévision Thames. Kit Pedler est enterré au cimetière du village de Graveney, dans le Kent.
Sa fille, Carol Topolski est devenue écrivain.

## Sources
- (en) Cet article est partiellement ou en totalité issu de l’article de Wikipédia en anglais intitulé « Kit Pedler » (voir la liste des auteurs).

1. ↑  (en) « Iomart chief says web firm’s prospects ‘excellent’ », sur The Scotsman (consulté le 27 août 2020).